# Organismo termofilo

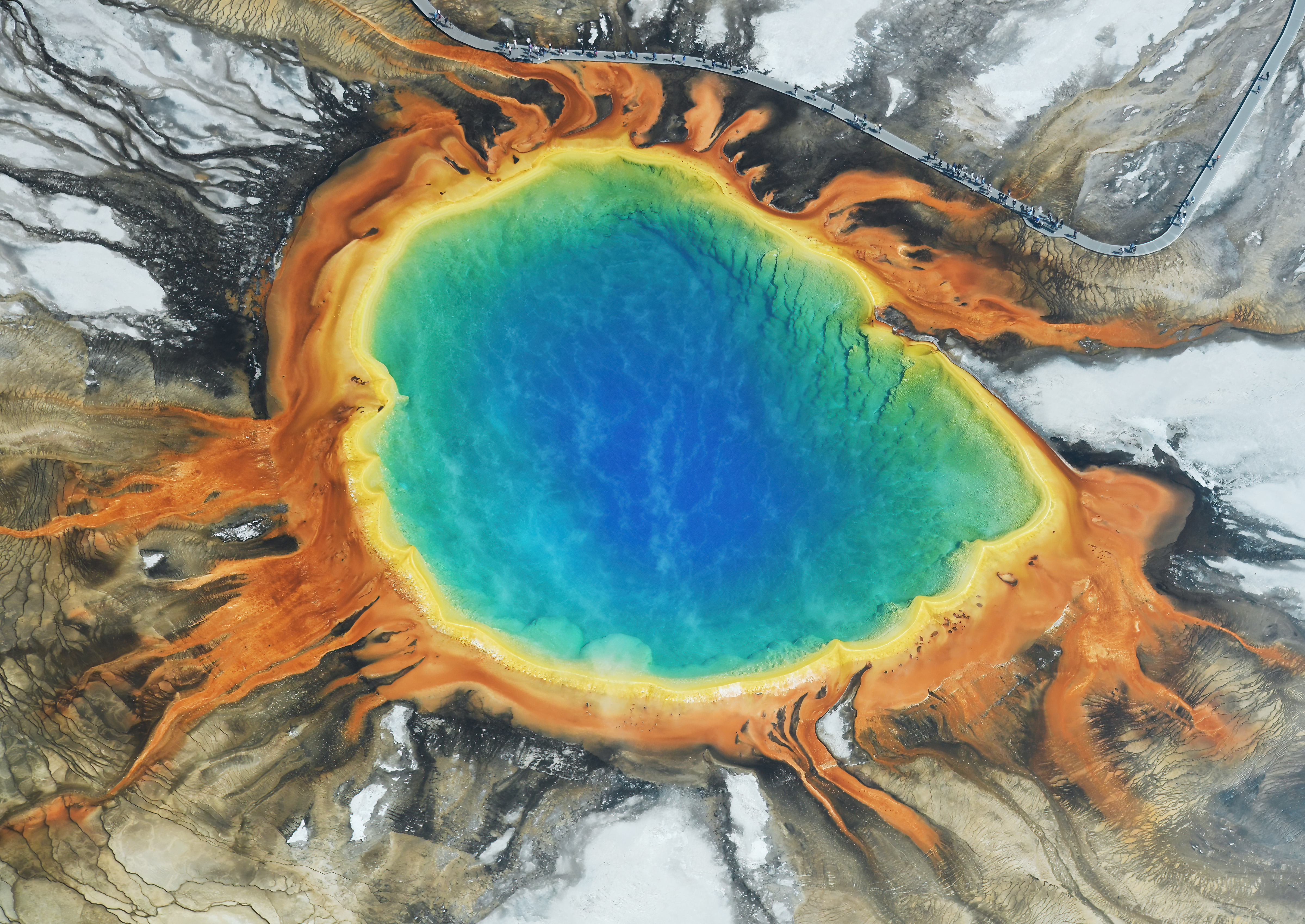
Immagine aerea del Grand Prismatic Spring, nel parco nazionale di Yellowstone. La colorazione brillante è in parte dovuta alla presenza di termofili.

Con il termine termofilo si indica un insieme di organismi, appartenenti alla più ampia classe degli estremofili, che vivono e si moltiplicano a temperature relativamente elevate, ovvero oltre i 45 °C e fino ai 122 °C. Molti termofili rientrano nel regno degli archea. Una ipotesi è che i batteri termofili siano stati tra le primissime forme di batteri.

## Habitat e generalità
L'habitat ideale dei termofili è rappresentato dalle regioni della Terra caratterizzate da attività geotermale come nel caso delle acque termali e delle foci idrotermali delle profondità marine, nonché laddove sia presente materia organica in decomposizione come nel caso dei pantani torbosi e del compost.
I termofili possono essere sia obbligati che facoltativi: i termofili obbligati richiedono necessariamente temperature elevate per poter crescere, mentre i termofili facoltativi possono svilupparsi sia ad alte temperature che a valori inferiori di temperatura. Gli ipertermofili sono un caso particolare di termofili estremi i cui valori ottimali di temperatura sono oltre 80 °C e in alcuni casi prosperano oltre i 100 °C, come il Pyrolobus fumarii che per riprodursi richiede temperature di 105 °C e smette di moltiplicarsi ad una temperatura inferiore ai 90 °C
Secondo alcuni biologi, i microrganismi termofili somiglierebbero più di qualsiasi altro essere vivente attuale agli antenati comuni di tutte le moderne cellule, ovvero sarebbero gli ultimi antenati comuni universali (LUCA). Tuttavia al riguardo non c'è unanimità in ambito scientifico.

## Importanza dei termofili

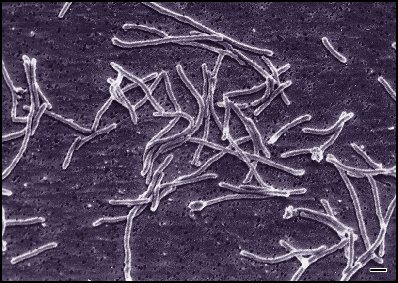
Immagine di Thermus aquaticus, microrganismo termofilo dal quale venne originariamente isolata la Taq polimerasi.

Furono isolati per la prima volta negli anni sessanta da Thomas D. Brock, a quei tempi professore all'Università del Wisconsin, durante una ricerca nelle sorgenti idrotermali del Parco nazionale di Yellowstone.
Come prerequisito per la loro sopravvivenza, i termofili possiedono enzimi in grado di esplicare la loro funzione a elevate temperature. Alcuni di questi enzimi vengono sfruttati in biologia molecolare (ad esempio le DNA polimerasi termostabili per la PCR). La Taq è la DNA polimerasi termostabile più comunemente utilizzata e deve il suo nome al Thermus aquaticus, microrganismo dal quale venne originariamente isolata. Altri enzimi sono utilizzati per la produzione di prodotti per la pulizia. Streptococcus thermophilus e Lactobacillus bulgaricus sono importanti termofili utilizzati dall'industria alimentare per produrre derivati fermentati del latte quale lo yogurt.
Grazie ad un altro termofilo è stato possibile incrementare le ciclodestrine, prodotte a partire dall'amido di mais, usate per gli aromi e per i sapori alimentari, ma anche nel campo farmacologico.
Lo studio delle proteine caratteristiche degli organismi termofili ha dato un importante contributo nella comprensione del meccanismo di ripiegamento proteico, grazie al fatto che tali proteine devono essere stabili a temperature che normalmente causerebbero la denaturazione. Quindi, capire come le proteine dei termofili siano evolute per divenire termostabili permette di ricavare informazioni sulla modulazione funzionale dei processi di ripiegamento.

## Alcuni organismi termofili
- Bacillus acidocaldarius (Solfatara di Pozzuoli)
- Bacillus stearothermophilus
- Chloroflexus aurantiacus
- Lactobacillus bulgaricus
- Pyrococcus furiosus
- Pyrodictium abyssi
- Streptococcus thermophilus
- Sulfolobus solfataricus (Solfatara di Pozzuoli)
- Thermobifida fusca
- Thermococcus litoralis
- Thermus aquaticus
- Thermus thermophilus